# Цутия, Симба
Симба Цутия (яп. 土屋神葉 Цутия Симба, род. 4 апреля 1996, Токио) — японский сэйю.

## Биография
Симба Цутия родился в Токио. На выбор имени мальчика оказал влияние персонаж Симба, поскольку мать Цутии считала, что это имя хорошо звучит на японском языке. Имеет двух старших сестёр — Хоноку и Тао, ставших моделью и актрисой, соответственно. Со времён обучения в школе Симба участвовал в различных уличных театрализованных представлениях под фонограмму известных сэйю. Во время одного из выступлений Цутия был сильно впечатлён озвучиванием Мамору Мияно и впервые задумался о возможности самому стать сэйю. Позже Цутия решил подписать контракт с актёрским агентством Himawari Theatre Group, потому что его сотрудником был Мияно.
Дебютом в профессии для Симбы стал японский дубляж сериала «Сверхвоины», где он озвучил Флинта Форстера. В 2017 году Цутии была впервые доверена главная роль в аниме-сериале — он озвучил Татару Фудзиту в Welcome to the Ballroom. В 2021 году Симба был удостоен премии Seiyu Awards в номинации «лучшему начинающему актёру».

## Фильмография

### Аниме-сериалы
2016
- Haikyu!! — Цутому Госики

2017
- Welcome to the Ballroom — Татара Фудзита

2018
- Beatless — эпизоды
- Working Buddies![яп.] — Белухамин
- Sanrio Boys[англ.] — эпизоды

2019
- O Maidens in Your Savage Season — Идзуми Норимото
- Midnight Occult Civil Servants — Таробо

2020
- My Youth Romantic Comedy Is Wrong, As I Expected — младший брат Минами Сагами

2021
- Mr. Osomatsu[англ.] — временний искусственный интеллект
- Aikatsu Planet![англ.] — Ицуки Сэгава
- Backflip!![англ.] — Сётаро Футаба
- Farewell, My Dear Cramer[англ.] — Ясуаки Тани
- The Aquatope on White Sand[англ.] — Кай Накамура

2022
- Police in a Pod — Такэси Ямада
- Fanfare of Adolescence[англ.] — Сюн Кадзанами
- Love All Play[англ.] — Хирохито Монда
- Shoot! Goal to the Future — Кохэй Кокубо

### Аниме-фильмы
2018
- K: Seven Stories — Такэру Кусухара

2019
- Sound! Euphonium The Movie - Our Promise: A Brand New Day — Мотому Цукинага

2020
- Burn the Witch — Балго Паркс

2021
- Farewell, My Dear Cramer: First Touch[англ.] — Ясуаки Тани

2022
- Backflip!![англ.] — Сётаро Футаба